# 李學詩 (嘉靖丙戌進士)
李学诗（1503年—1541年），字正夫，号方泉，明朝翰林，山东平度人。嘉靖丙戌進士，官至左春坊左中允兼修撰。

## 生平
李学诗少时在平度两髻山前桃花洞畔读书。嘉靖四年（1525年）考中举人，次年联捷丙戌科进士。任直隶永平府推官，因治绩优异，升吏部稽勋司主事，又升为吏部考功司员外郎，调文选司。
嘉靖十一年（1532年），李学诗与唐顺之等共十二人被特选入翰林院，任编修，丁母楊宜人憂。服除，复除原职。嘉靖十七年（1538年），任会试同考官，所取进士中有茅坤等人，成为其门生。嘉靖十八年（1539年），升左春坊左中允，兼翰林院修撰，充经筵讲官。次年，任庚子科顺天乡试主考官。嘉靖二十年（1541年）六月，病逝于京师，年三十九岁。

## 著作
道光《平度州志》称其“长于诗文”，有《桃花洞集》。

## 墓葬
李学诗墓在其家族墓地中，位于平度城东北十里两髻山西南麓。1958年，其墓被毁，墓志铭被当地李家茔村村民移入家中铺地，导致字迹严重磨损。2001年入藏平度博物馆。铭盖面篆书“明故左春坊左中允兼翰林院修撰經筵日講官李公墓志铭”。

## 家族
祖父李琮。父李慧，封永平府推官。